# جوني جونسون (ملحن)
جوني جونسون (بالإنجليزية: Johnnie Johnson) هو ملحن وعازف بيانو ومغني أمريكي، ولد في 8 يوليو 1924 في فيرمونت في الولايات المتحدة، وتوفي في 13 أبريل 2005 في سانت لويس في الولايات المتحدة بسبب ذات الرئة.

## وصلات خارجية
- جوني جونسون على موقع IMDb (الإنجليزية)
- جوني جونسون على موقع ميوزك برينز (الإنجليزية)
- جوني جونسون على موقع أول ميوزيك (الإنجليزية)
- جوني جونسون على موقع ديسكوغز (الإنجليزية)
- جوني جونسون على موقع قاعدة بيانات الفيلم (الإنجليزية)